# Machine Sazi Arak

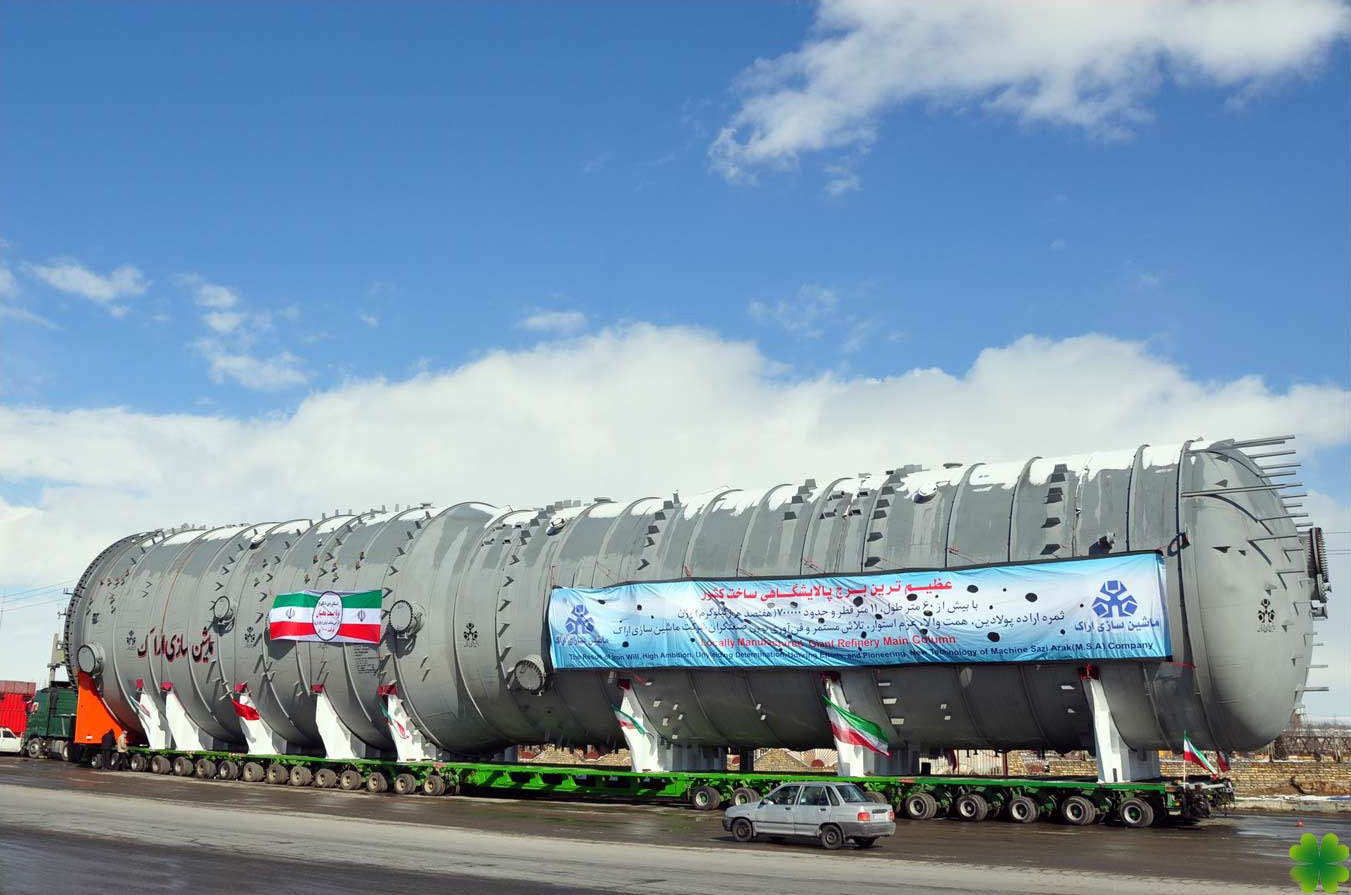
Destilleerkolom vervaardigd door Machine Sazi Arak

Machine Sazi Arak (MSA) is een Iraans productiebedrijf dat in 1967 werd opgericht in een gebied van 134 hectare in de stad Arak. Het bedrijf levert onder meer producten en installaties aan petrochemische fabrieken, energiecentrales en raffinaderijen. Dit bedrijf is lid van Tehran Stock Exchange.